# 페니 존슨 제럴드
페니 존슨 제럴드(Penny Johnson Jerald, 1961년 3월 14일 ~ )는 미국의 배우이다.

## 출연 작품
- 캐슬 (Castle Season 4 ~ : Captain Victoria Gates)
- 24 (텔레비전) (한국어 성우:엄현정)
- 래리 샌더스 쇼 (The Larry Sanders Show, 우정출연)
- 카시디 예이츠 (Kasidy Yates)
- 스타 트렉 (Star Trek: Deep Space Nine, Star Trek: The Next Generation)
- 페이퍼 체이스 (The Paper Chase)
- 제너럴 호스피톨 (General Hospital)
- 파커 루이스 캔트 루즈 (Parker Lewis Can't Lose)
- 그레이스 언더 파이어 (Grace Under Fire)
- 코스비 (Cosby)
- 패밀리 로 (Family Law)
- 앱솔루트 파워 (Absolute Power)
- ER (텔레비전)
- 프라시어 (Frasier)
- 더 프랙티스 (The Practice)
- 터치드 바이 언 앤젤 (Touched by an Angel)
- 엑스파일 (The X-Files)
- 라이온 킹 (The Lion King)